# Şəmkir (raion)
Pour la ville, voir Şəmkir.
Şəmkir est un raion de l'Azerbaïdjan. Chamkir est situé dans la partie nord-ouest de la République d'Azerbaïdjan. Le raion était auparavant appelée « Chamkhor » sous le régime soviétique et a été renommée Chamkir seulement en 1991 après le rétablissement de l'indépendance de l'Azerbaïdjan. Le district a été créé en 1930. La capitale de raion de Chamkir est la ville de Chamkir (Şəmkir).

## Informations générales
Il y a une ville, la ville de Chamkir, quatre colonies de peuplement de Tchinarli, la commune de Dallar, la commune de Zayam, la commune de Koura et 59 villages du raion. Il y a 59 établissements d'enseignement secondaire de taille moyenne, 53 établissements préscolaires, 81 établissements d'enseignement secondaire, un établissement d'enseignement professionnel technique, 22 hôpitaux et bureaux de soins de santé, 156 établissements culturels dans la région.

## Histoire
Au Moyen Âge, des sources arabes et persanes ont mentionné le nom de la ville comme « Şəmkür » (Chamkur), les sources turques variaient de « Şəmkür » (Chamkur) à « Şəmkir » (Chamkir). L'historien Zeynaloglou, qui a publié un livre sur l'histoire complète de l'Azerbaïdjan en 1924 à Istanbul, a fait valoir que ce nom était traduit comme « Şəms » (Soleil) — « Kür » (Rayé). Djahangirov a expliqué autrement en se référant à Şəm (Banque de) - Kür (fleuve Koura), c'est-à-dire sur la rive du fleuve Koura. Les ruines de l'ancienne ville de Chamkir, qui était une forteresse de 20 ha, sont situées sur la rive droite du fleuve Koura. La ville avait deux ponts sur la Koura. Au VIIe siècle, la ville était occupée par le califat arabe et s'appelait « Mutavakkilliya ». Il a été renommé à son nom d'origine plus tard. Les temps de prospérité de Chamkir sont attribués aux IXe et XIIe siècles lors de leur conquête par les Seljoukides. Au XIIe siècle, quand Chamkir faisait partie de l'Empire Atabeg, une attention particulière a été accordée à la ville. Au XIIIe siècle, Chamkir était l'un des principaux points de résistance à l'invasion mongole.
Au XVIe siècle, le chef de la tribu locale Zulgadaz a pris le pouvoir. Plus tard, Chamkir faisait partie du khanat de Gandja. En 1803, Chamkir était occupé et annexé à l'empire russe. Pendant la guerre russo-persane de 1826-1828, Chamkir fut l'une des lignes de front des troupes russes ayant vaincu l'armée perse le 3 septembre 1826. Dans la première moitié du XIXe siècle, le tsar russe déplaça un grand nombre de colons allemands dans le Caucase, plaçant une grande communauté à Chamkir. Depuis cette date jusqu’en 1938, Chamkhor s’appelait Anino. Il a été renommé Chamkir en 1991.

## Population
La population du raion est de 192 900 personnes, dont 33,49 % sont urbaines et 66,51 % vivent dans le pays. Une densité de population estimée à 113,49 hab./km2. Les hommes constituent 49,58 % de la population, les femmes 50,42 %. Les enfants représentent 11,26 % de la population, tandis que 33,18 % de la population totale du raion ont moins de 18 ans, 57,86 % ont entre 18 et 60 ans. 5,79 % ont fait des études supérieures, 56,1 % ont un enseignement secondaire seulement. Le nombre de réfugiés et de personnes déplacées du conflit du Haut-Karabagh est de 12 240 et 1 897 respectivement.

### Personnes célèbres
- Leyla Badirbeyli, célèbre actrice azerbaïdjanaise et soviétique
- Teymour Akhmédov, rédacteur en chef du journal République
- Gulkhar Hassanova, célèbre actrice azerbaïdjanaise et soviétique
- Ahmad Djavad, écrivain, auteur de l'hymne national de l'Azerbaïdjan
- Farman Salmanov, célèbre géologue azerbaïdjanais et soviétique
- Yagoub Hadjiyev, académicien
- Fazil Mammadov, ministre des impôts de la République d'Azerbaïdjan
- Rustam Aliyev, académicien et professeur
- Zakir Abdullayev, géologue
- Eldar Massimov, professeur et doyen de l'université d'État de Bakou
- Vaqif Seyidov, chirurgien général à la clinique Leyla Shikhlinskaya à Bakou
- Zulfigar Abdoullayev, homme d'État et homme politique
- Oroudj Moussayev a occupé des postes de direction au ministère de l'éducation de la République d'Azerbaïdjan
- Pacha Galbinour, poète et doyen de l'université médicale d'État d'Azerbaïdjan
- Davoud Hadjiyev, recteur de l'université d'État de Gandja
- Mubariz Gourbanli, chef adjoint du parti du Nouvel Azerbaïdjan.
- Tajaddin Mehdiyev, ancien ministre de la Défense de l'Azerbaïdjan

## Économie
Le gouvernement municipal a été créé en 1999. Il y a 57 municipalités dans 64 localités peuplées. Une ville, quatre Communes et 52 municipalités de village fonctionnent comme des gouvernements régionaux. Le rôle des municipalités s’étend au fur et à mesure que la rénovation et la ville, le développement du village, la construction de routes et le développement des infrastructures sociales se poursuivent. L'économie de la région est basée sur l'élevage de volaille, l'élevage et la production de vers à soie. La production de machines agricoles, les usines de transformation de raisins, les usines de construction constituent une grande partie de l'économie. Le blé, l'orge, le maïs, le raisin, l'oignon, le chou, la tomate, le concombre, l'aubergine, le tournesol et la pomme de terre sont cultivés dans la région. L'électricité est reçue grâce à la production d'électricité à la centrale hydroélectrique de Chamkir sur le réservoir Chamkir qui traite l'eau du fleuve Koura et fournit également de l'eau d'irrigation à Chamkir et aux raions environnants. Le nouveau réservoir du raion doublera cette capacité et sera mis en service en 2012. Le 2e établissement vinicole de Chamkir a été créé et exploité en 1860-1896 par les frères Christo Forer et est actuellement active.

## Monuments
Les monuments architecturaux historiques comprennent les ruines de la ville de Chamkir des IXe et XIIe siècles, le pont Chamkir des IXe – XIIe siècles, la forteresse Chamkir du village de Moukhtariyyat, les ruines de Baydar du village de Bayramli, du XIIe au XVIIe siècle. mosquée du village d'Abbasli, XIe siècle, tour de la jeune fille du village de Tatarli, pont des XVIe et XVIIe siècles, village de Tahnali, XVIe – XVIIe siècle forteresse de Koroglou à Chamkir, forteresse de Galaboynou dans le village d'Atabeg, le village de Dachboulag, une église construite en 1909 par des colons allemands à Chamkir, cimetière Oghouz des XIe – XIIe siècles dans le village de Yeni Seyfali, pont des XVIe – XVIIIe siècles sur la rivière Zéyém. Lors de fouilles archéologiques menées par une expédition conjointe azerbaïdjanaise et allemande depuis 2006, des ruines d'un ancien palais achéménide ont été découvertes près de Garadjémirli.
Parmi les monuments modernes, citons le complexe de la Victoire construit en 1975 à Chamkir, la mosquée du village de Duyarli, le complexe de la Victoire de Tchinarli construit en 1980, les monuments commémoratifs du mois de janvier dans les quartiers Sarkhan et Nakhirtchilar de Chamkir, inauguré en 1991, le buste d' Aliagha Chikhlinski, mosquée construit en 1992 dans le village de Ketchili, monument de Koroglou en 1993 dans le village de Mouktariyya, buste du héros national azerbaïdjanais Zaur Sariyev, allée des martyrs, la mosquée construite en 1998 dans le village d'Irmachli, la source d’Heydar Aliyev construite en 1998, un mémorial du génocide azerbaïdjanais du 31 mars 1918 construit en 2001, une mosquée construite en 1998 dans le village de Aliyagoublou, Yahyabéy Dilgam dans le village de Dallar Djirdakhan, monument à Achig Alasgar, inauguré en 1997 dans le village de Tchanlibel.

## Sport
En 2014, la ville accueille le « Tournoi d'échecs de Şəmkir» en l'honneur de la mémoire du grand maître des échecs Vugar Hachimov.

## Galerie

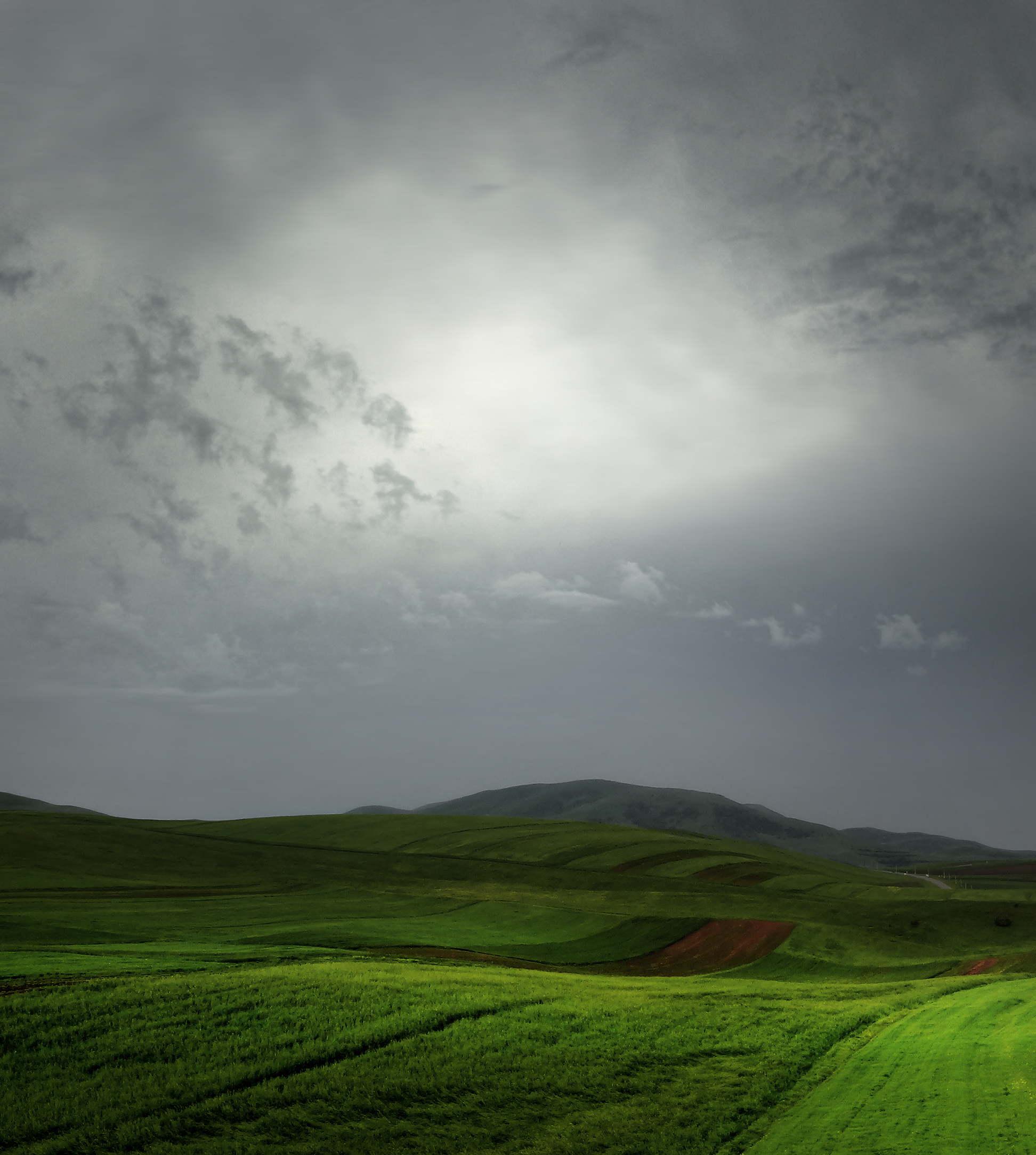
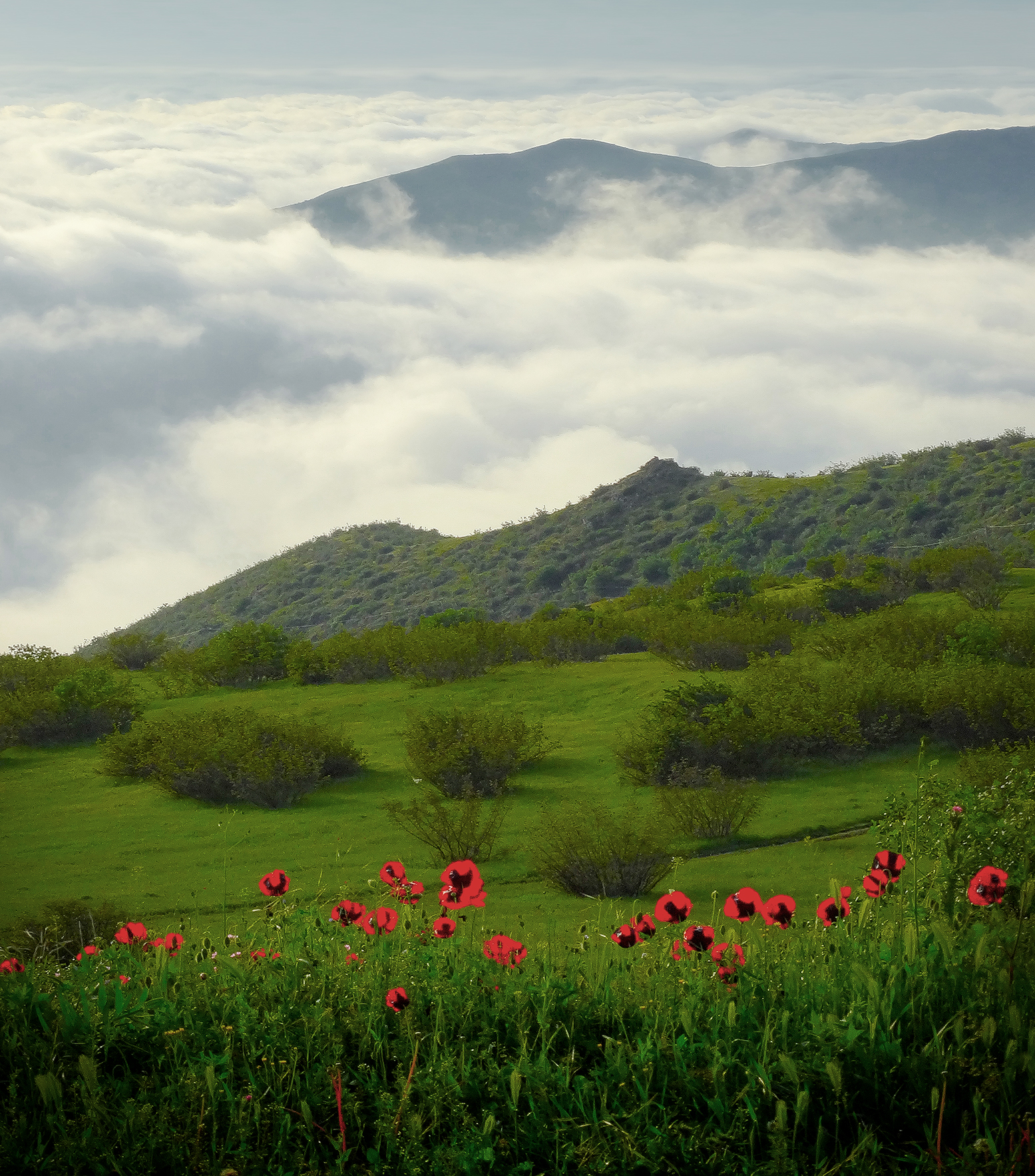
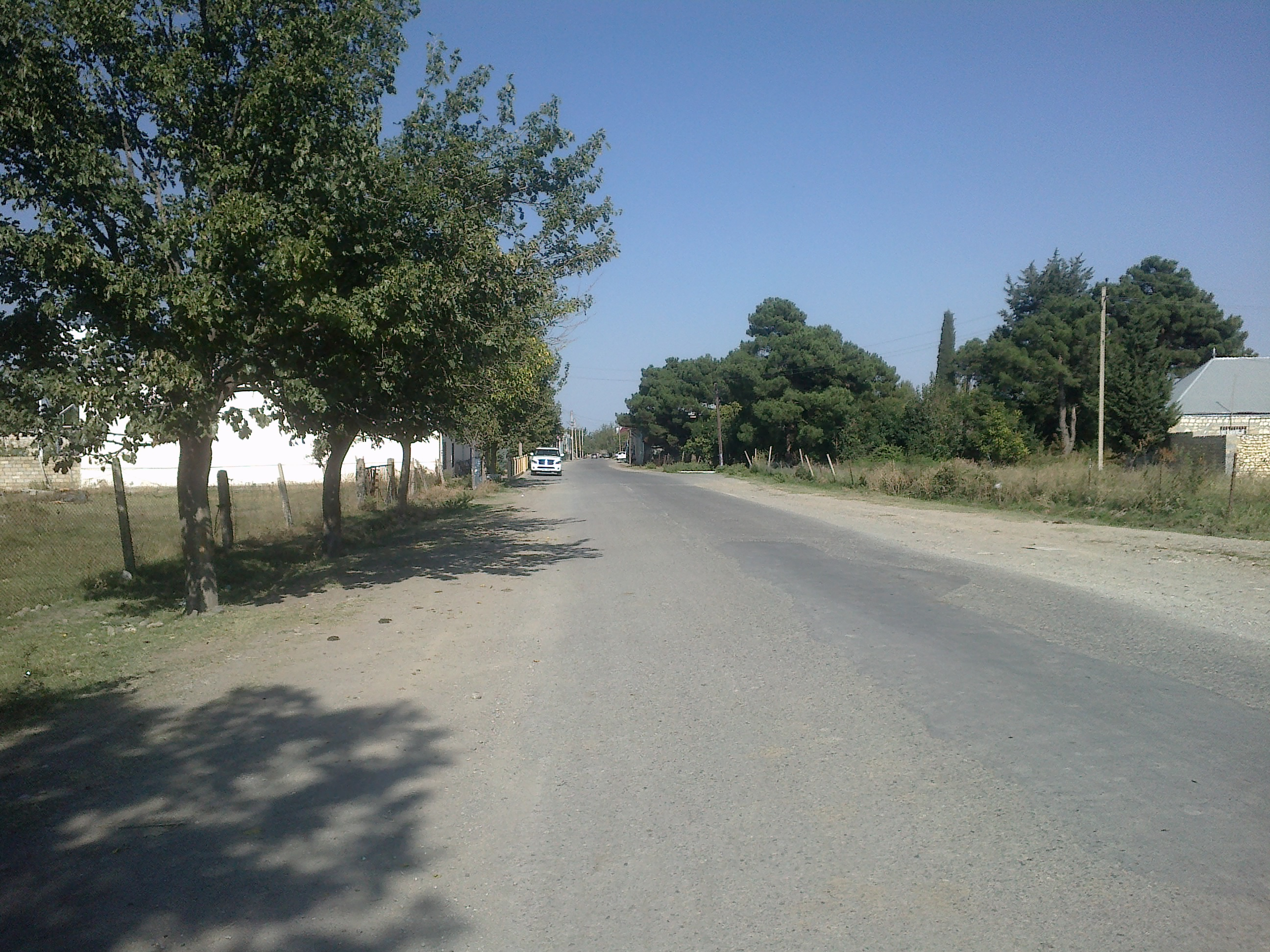
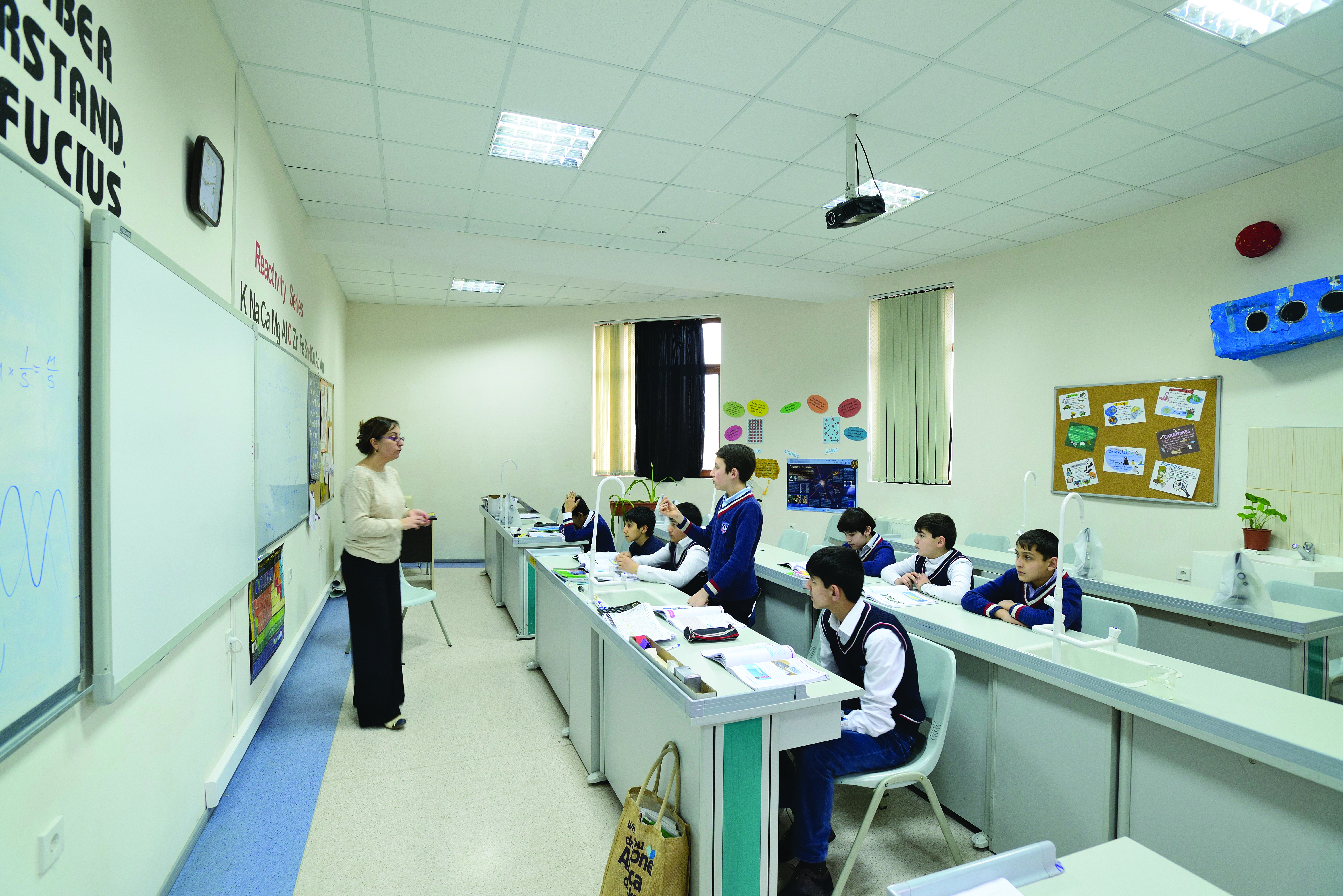